# 金涌
金涌（1935年7月30日—），满族，北京人，化学工程专家，中国工程院院士，清华大学化学工程系教授，化工科学与技术研究院院长。
金涌长期从事湍动流化床、高速气固流化床反应器、气液固三相流化床反应器、颗粒技术及反应-反应、反应-分离耦合等教学与研究工作。

## 履历[1]
- 1959年，毕业于原苏联乌拉尔工业大学，获学士学位。
- 1959年，进入天津大学化工系研究进修班学习。[2]
- 1997年，当选中国工程院院士。